# Оленівка (Ніжинський район)
Оле́нівка — село в Україні, у Борзнянській міській громаді Ніжинського району Чернігівської області. До 2018 центр Оленівської сільської ради. Населення — 1409 осіб (2012 рік).

## Географія
Село розташоване в західній частині громади, за 7 км від центру громади — міста Борзна (автошлях Т 2552) та за 20 км від залізничної станції Плиски. Висота над рівнем моря — 117 м.
Селом протікає річка Оленівка, ліва притока Борзни.

## Історія
У цій місцевості люди мешкали з давніх-давен. Поблизу села виявлено два поселення доби бронзи (II тисячоліття до н. е.).
Перша письмова згадка про Оленівку відноситься до 1654 року у Присяжних книгах Ніжинського та Білоцерківського козацьких полків. Тоді ж козацька Оленівка згадується як містечко на річці Ігрі. Відомо також, що в Оленівці певний час містилася канцелярія Борзнянської сотні Ніжинського полку: її сотником був Олексій Веридарський, який разом із дружиною Марією, дочкою полковника Василя Часника, мали тут володіння.
Але більше Оленівка відома завдяки хутору Мотронівка, розташованому поруч із селом. Хутір був заснований батьком української письменниці Олександри Михайлівни Білозерської-Куліш, яка більше відома як Ганна Барвінок, Михайлом Білозерським серед старого гаю. Це була предківщина його дружини Мотрони Василівни — тому і хутір, на честь її, було названо Мотронівкою. Інші назви — Кулішівка, Ганнина Пустинь. Коли згорів перший український рукописний переклад Біблії, Пантелеймон Куліш на честь дружини перейменував Мотронівку на Ганнину пустинь, а та в свою чергу назвала хутір Кулішівкою по смерті Куліша.
22 січня 1847 року Оленівку та хутір Мотронівку відвідав Тарас Шевченко, який був боярином на весіллі Пантелеймона Куліша і Ганни Барвінок. Самі Куліш із дружиною остаточно оселилися в Мотронівці лише в 1883 році. Тут видатний письменник і філософ писав «Чорну Раду», тут він перекладав Шекспіра, Гете, Байрона, завершив працю «Отпадение Малоросии от Польши». Тут видатний українець і українка знайшли останній спокій.
У роки Української революції житель Оленівки М. Г. Коваленко під впливом більшовицької пропаганди, організував партизанський загін, який вів боротьбу проти українських союзників кайзерівців. Командирами Червоної армії в той час були колаборанти А. Т. Похітушка і П. Я. Кривець.
Православні села мали дві церкви: Свято - Семенівська (зруйнована більшовиками у 1930 році) та Свято - Вознесенська (згоріла від попадання бомби у вересні 1941 року).
750 жителів села брали участь у Другій світовій війні, 183 із них удостоєні урядових нагород, 376 — віддали життя за свободу і незалежність Батьківщини. На їх честь у селі споруджено обеліск. Важкі бої точилися в Оленівці восени 1943 року: після окупації радянськими військами 7 вересня Борзни, німці перейшли в контрнаступ з боку Іллінців і Мавошино. Запеклі бої тривали до 12 вересня.
У повоєнний період у селі була центральна садиба колгоспу імені Фрунзе, за яким було закріплено 7964 гектарів сільськогосподарських угідь, у тому числі 4044 га орної землі. Це було багатогалузеве господарство, де вирощували зернові культури, картоплю, цукровий буряк, льон, коноплі, овочі, займалося м'ясо-молочним тваринництвом. Спеціалізувався колгосп у виробництві шерсті і м'яса баранини.
12 червня 2020 року, відповідно до розпорядження Кабінету Міністрів України № 730-р «Про визначення адміністративних центрів та затвердження територій територіальних громад Чернігівської області», село увійшло до складу Борзнянської міської громади.
19 липня 2020 року, в результаті адміністративно-територіальної реформи та ліквідації Борзнянського району, увійшло до складу Ніжинського району Чернігівської області.

## Населення

### Мова
Розподіл населення за рідною мовою за даними перепису 2001 року:
| Мова       | Кількість | Відсоток |
| ---------- | --------- | -------- |
| українська | 1398      | 99.22%   |
| російська  | 11        | 0.78%    |
| Усього     | 1409      | 100%     |

## Інфраструктура
У селі є загальноосвітня школа 1-3ст., будинок культури, бібліотека, фельдшерсько-акушерський пункт, магазини, кафе, відділення зв'язку.

## Уродженці
- Плющ Олексій Львович — перекладач, письменник, просвітянин.
- Білозерський Василь Михайлович — член Кирило-Мефодіївського товариства.